# VCL.NET
VCL.NET correspond à la version .NET du framework VCL créé par Borland pour développer des applications Windows avec Delphi et C++Builder.
Depuis la sortie de Delphi 2009, Delphi.NET ainsi que la VCL.NET (et RTL.NET) sont abandonnés. Delphi Prism, remplaçant Delphi.NET, est un plugin Visual Studio qui ne supporte pas la VCL. Le langage lui-même n'est pas rigoureusement identique (Delphi Prism est une version sous licence de Oxygene (en), anciennement Chrome de RemObjects (en)).